# Adad-happe
Adad-happe, frühere Lesung Adda-guppi/Adda Guppi (auch Adad happe, Adad-guppi, Adad Guppi; * 650 v. Chr.; † 17. April 546 v. Chr.) war Mutter des letzten neubabylonischen Königs Nabonid (Nabû-nāʾid) und einer namentlich nicht näher bekannten Tochter. Ihr Name ist aramäischer Herkunft und bedeutet: Adad/Hadad gab mir Schutz.

## Ihr Leben
Adad-happe gehörte 610 v. Chr. als Prinzessin dem assyrischen Königshaus an und wurde durch den Sieg von Nabopolassar zusammen mit den überlebenden Familienmitgliedern nach Babylon exiliert. Am babylonischen Königshof führte sie in der Folgezeit ein freies Leben und verhielt sich gegenüber dem Babylonierkönig loyal. Kurze Zeit später heiratete sie den babylonischen Prinzen Nabû-balātsu-iqbi, der von Nabonid als weiser Fürst oder mächtiger Statthalter bezeichnet wurde.
Adad-happe stellt sich in ihrer Harran-Inschrift H1 als Hohepriesterin des in Harran verehrten Mondgottes Sin vor. Allerdings gibt es keine anderen neutralen Belege oder Urkunden, die diese Aussage stützen. Der Inhalt der Inschrift gibt Auskünfte über ihr Leben vom Zeitpunkt der Geburt bis zum Tod. Der Verfasser war Nabonid selbst, der seiner Mutter augenscheinlich ein ehrendes Andenken bewahren wollte. Die Texte gehören deshalb der Gattung Grabinschriften an.

## Die Harran-Inschriften
Die Inschrift von Adad-happe gibt wertvolle Informationen, obwohl der Inhalt nachträglich als theologische Rechtfertigung verfasst wurde, in Reaktion auf die Darstellung im Kyros-Zylinder. Der Inhalt der Harran-Inschrift von Adad-happe wird nachfolgend in Teilauszügen wiedergegeben.

### Tafel H1 I
„Als Priesterin waren Sin, Ningal, Nusku und Sadarnunna meine Gottheiten...Seit dem 16. Regierungsjahr von Nabopolassar geht es den Menschen in Harran schlecht...Die Tempel wurden zerstört und die Götter zogen wütend in den Himmel...Ich aber verehrte sie weiter...Ich dachte immer an Sin, Gamag, Igtar und Adad...So wie ich Priesterin auf Erden bin, bin ich es auch im Himmel...Gute und wunderbare Dinge, die ich erhielt, gab ich zurück...Ich betete fortwährend ‚Möge Sin wieder nach Harran kommen, damit die Menschen ihn wieder verehren‘...Vom 20. Regierungsjahr des Assurbanipal, dem Jahr meiner Geburt, bis zum 4. Jahr des Nergal-šarra-usur musste ich 95 Jahre warten, bis ich von Sin auserwählt wurde...Mein einziger Sohn Nabu-na'id wurde zum König berufen...Ihm wurden die Gebiete von der Grenze Ägyptens bis zum unteren Meer anvertraut...Meine Gebete wurden von Sin erhört.“

### Tafel H1 II
„Du, Sin, hast Nabu-na'id zum König erhoben und seine Feinde fallen lassen...Du hast zu mir gesprochen ‚Mit dir werden mit mir die Götter durch Nabu-na'id, deinem Sohn, nach Harran zurückkehren‘...Es war nicht zu ertragen, wie das Volk sich vorher in Bosheit an dir vergangen hatte...Der König der Götter sprach zu mir und ich erfüllte seinen Wunsch...Nabu-na'id erbaute Ehulhul neu und perfekter als in früheren Zeiten...Die Hand von Sin nahm Nabu-na'id, führte ihn an seinen Platz, um seine Worte verkünden zu lassen...Mit Nabopolassar dienten dir die Generationen Nebukadnezar II., Nergal-šarra-uṣur insgesamt 68 Jahre...Du hast meine Tage verlängert und ich widmete sie dir, Sin, als König der Götter...Seit meiner Geburt bis zum 9. Regierungsjahr von Nabu-na'id sind nun 104 Jahre vergangen....Jetzt, im 9. Regierungsjahr, hat sich auch mein Schicksal erfüllt.“

## Der Tod von Adad-happe
Nach dem am 17. April 546 v. Chr. in Dūr-Karāšu am Euphrat oberhalb von Sippar erfolgten Tod der Adda-guppi ordnete ihr Enkel Belšazar (Bel-šarru-usur), der wegen des langjährigen Aufenthalts seines Vaters Nabonid in Tayma als sein Stellvertreter in Babylon amtierte, eine dreitägige Trauer an. Im Monat Simanu (11. Juni bis 9. Juli 546 v. Chr.) wurde aber noch eine allgemeine Landestrauer abgehalten; diese dürfte auf Befehl des in der Ferne residierenden Nabonid erfolgt sein, der wohl erst etwas später vom Tod seiner Mutter informiert worden war.

## Adad-happes Königschronologie
- Assurbanipal 42 Jahre
- Aššur-etil-ilani 3 Jahre
- Nabopolassar 21 Jahre
- Nebukadnezar II. 43 Jahre
- Amēl-Marduk 2 Jahre
- Nergal-šarra-usur 4 Jahre